# Сапега, Пётр Павел
Пётр Павел Сапе́га (пол. Piotr Paweł Sapieha, 25 января 1701, Дрезден — 24 января 1771, Жилина) — магнат Речи Посполитой из рода Сапег. Действительный камергер (12.04.1726), стольник великий Литовский в 1732—1744 годах, воевода смоленский с 1744 года. Владел Ляховичами, Коссовом, Старым Здитовом, а также имениями в Польше. С 1730 года держал Здитовское староство.
В русской истории известен как Пётр Иванович Сапега — несостоявшийся зять А. Д. Меншикова и предполагаемый фаворит Екатерины I.

## Биография
Родился в семье Яна Казимира Сапеги и жены его, Людвики Опалинской. Могущество рода Сапег заставило искать союза с ними самого «полудержавного властелина» А. Д. Меншикова. Целых пять лет молодой Сапега жил на берегу Невы в Меншиковском дворце в качестве жениха его совсем юной ещё дочери Машеньки; 10 марта 1726 года был пожалован в звание камергера и награждён орденом Александра Невского; 12 марта того же года состоялось его обручение с княжной Меншиковой в присутствии всего двора, причем императрица самолично переменяла обрученным кольца. Отец его был пожалован чином фельдмаршала, хотя ни дня не служил в русской армии.
В последний момент свадьба по неизвестным причинам была отложена. Жених, отличавшийся, по отзыву современников, замечательной красотой, обратил на себя внимание императрицы Екатерины I, которая, по мнению иностранных послов, задумала сделать его своим фаворитом. Она приблизила молодого человека к себе, подарила ему меблированный дом, а «для отвода глаз» решила женить его на одной из своих племянниц, графине Софье Карловне Скавронской.
План этой женитьбы задуман был тайком от Меншикова, который был весьма поражен, узнав, что Сапега потерял интерес к его дочери. Его брак со Скавронской состоялся уже после смерти Екатерины 19 ноября 1727 года. В качестве приданого за женой он получил громадные поместья, которые поспешил быстро распродать, так как не считал своего положения в России достаточно прочным, и уехал в Литву. Карнович утверждает, что им выручена от продажи пожалованных имений колоссальная сумма — около 2 миллионов тогдашних серебряных рублей.
Уже в 1733 году Сапега оказался в рядах партии, выступившей за избрание королём Станислава Лещинского, в пику поддержаному Россией Августу III.
Во время войны за польское наследство пытался привлечь к антирусской коалиции шведов обещанием уступить им прибалтийские владения Речи Посполитой. В 1734—1735 — один из предводителей Дзиковской конфедерации.
В 1740 году вместе со шведами интриговал против сторонников Августа III и саксонской партии. В 1744 году получил титульное Смоленское воеводство вместе с орденом Белого орла и на какое-то время отошёл от политики.
В 1753—1754 — маршалок Коронного (польского) Трибунала.
В 1764 — поддержал избрание на польский престол Станислава Августа Понятовского.
На закате жизни пытался противостоять растущему влиянию Чарторыйских. В 1768 году примкнул к Барской конфедерации, передав ей свою надворную хоругвь. Фридрих Великий занял его западные владения, а сам их владелец был вынужден искать спасения в Дрездене. Умер на чужбине.

## Награды
- Орден Святого Александра Невского (15 октября 1726)
- Орден Белого орла (1744)
- Орден Святого апостола Андрея Первозванного (5 июня 1757)

## Семья
От брака с графиней Софьей Карловной Скавронской у него был один сын Ян Юзеф (1734—1761). После смерти Софьи в 1739 году женился на дочери князя Сулковского.